# Petőfi Kör
A Petőfi Kör rövid életű magyar értelmiségi mozgalom volt az 1950-es évek derekán, amely fontos szerepet töltött be a kommunista rendszernek az 1956-os forradalomhoz vezető erjedésében.

## Megalakulásának körülményei

### Változások a Szovjetunióban
A Petőfi Kör 1955 márciusában alakult. Ez a Sztálin szovjet diktátor 1953-ban történt halála utáni időszak, amikor a kommunista rendszer kísérletet tett arra, hogy megszabaduljon a sztálini mintára a kommunista blokk többi országában is bevezetett személyi kultusz örökségétől. Ezek a változások azonban nem érintették a kommunista egyeduralom lényegét, csak a hatalomgyakorlás bizonyos módszereit, illetve a hatalom csúcsán elhelyezkedő csoportok pozícióit, így a kommunizmust ellenzők számára eleve nem is lehettek kielégítőek.

### Politikai változások Magyarországon
A személyi kultusz hivatalos elítélésére a Szovjetunió Kommunista Pártja (SZKP) XX. kongresszusán került sor 1956 februárjában, a blokk államaiban azonban, beleértve Moszkvát is, már a Sztálin halálát követő években is komoly politikai változások történtek. E változások eredménye volt 1953-ban, hogy szovjet nyomásra átalakult a magyar kommunista párt, az MDP korábban Rákosi Mátyás diktálta véres kezű vezetése és a miniszterelnök a potenciálisan népszerűbb kommunista Nagy Imre lett.
Az enyhülés időszaka azonban átmenetinek bizonyult. A Petőfi Körbe Nagy Imre hívei tömörültek, miután 1955-re a miniszterelnök és az általa bevezetett változások ellen támadás indult Moszkvában és az MDP-n belül is. Áprilisban Nagy Imrét megfosztották állami és párttisztségeitől, sőt decemberben még a pártból is kizárták.
A visszarendeződés egyszerre sértette a Nagy Imre vezette "revizionista kommunisták", illetve a magyar társadalom nem kommunista tömegeinek érdekeit – megteremtve annak az ideológialag meghökkentően vegyes társadalmi koalíciónak az alapjait, amely az 1956-os forradalom főerejévé vált.
A Petőfi Kör szellemi vezetői a koalíción belül inkább a revizionista kommunistákhoz, mint a demokráciát követelőkhöz tartozott. Céljuk az volt, hogy Nagy Imre kerüljön vissza forradalomba, ezért 1956. október 24-étől már nem látták értelmét az események további eszkalálódásának és forradalomba torkollásának. A Kör követeléseit azonban már az október 23-át megelőzően meghaladták az események, részbe amikor a MEFESZ-be tömörült egyetemisták először fogalmazták meg nyíltan a későbbi szabad választások követelését.

## A Kör megalakulása
A Kör létrehozásának gondolata 1955 elején jelent meg, ekkor azonban még senki nem gondolt arra, hogy a hivatalos irányvonaltól esetleg eltérő vonalú mozgalom alakuljon. Az ötlet az volt, hogy a kommunista ifjúsági szövetségen, a DISZ-en belül jöjjön létre egy vitakör a fiatal kommunista értelmiségiek számára. A DISZ vezetői a tapasztalt ifjúkommunistát, Tánczos Gábort választották a Kör irányítójának, aki Nagy Imre követője volt, de azt várták tőle, hogy marxistaként képes lesz megálljt parancsolni a „polgári” és „nemzeti” gondolatok feltörésének.
A Petőfi Kör 1955 márciusában alakult meg, valódi feladatát, a nyílt viták szervezését azonban csak az SZKP XX. kongresszusát követő időszaktól tehette meg.
Tánczos, a titkár sokkal szabadabb teret engedett a vitáknak, mint ahogy azt a DISZ-ben eredetileg elképzelték. Gyakorlatilag szinte csak szervezőmunkát végzett, alig szólalt fel, a Kör összejövetelein pedig elmaradtak a korban szokásos hosszadalmas és tartalmatlan, szóvirágos nyitóbeszédek. Még azt is megengedte magának, hogy 1956 áprilisában jugoszláv irodalmi estet szervezzen – ami eretnekségnek számított azokban az években, amikor a szovjet blokk és Jugoszlávia kapcsolata a mélyponton volt.

## Viszonyuk Nagy Imréhez
Mint Rainer M. János történész írja, Nagy Imre alig találkozott a Petőfi körösökkel. „A Petőfi-kört Nagy Imre, szemben azzal, amit később a perben sokszor felróttak neki, nem irányította. 1956 őszéig nem is találkozott személyesen a Petőfi-kör közvetlen irányítóival, Tánczos Gáborral, Nagy Balázzsal, Hegedüs B. Andrással és másokkal. A Petőfi-kör orientációja tulajdonképpen úgy valósult meg, hogy voltak mediátor személyek, Losonczy Géza, Vásárhelyi Miklós és mások, akik szerét ejtették annak, hogy elmondják, hogy az öreg, ahogy Nagy Imrét nevezték, hogyan vélekedik erről, vagy arról a kérdésről, és persze ez visszafelé is működött. Nagy Imre, mint pártból kizárt személy, azt mélységesen pártszerűtlennek tartotta volna, hogy megjelenik a Petőfi-kör rendezvényén, legyen szó bármilyen kérdésről…”

## A Kör működése a betiltásig
Első nyilvános rendezvényét csak 1956. március 17-én tarthatta a Petőfi Kör. 1956 tavasza és ősze közt a Kör 12 jelentős vitát rendezett. Ezek közül a legnagyobb visszhangot a június 27-én rendezett, tüntetésbe torkolló sajtóvita kapta.

### A poznańi felkelés
Miután június 28-án a lengyelországi Poznańban munkásfelkelés indult, június 30-án a Magyar Dolgozók Pártja (MDP) immár Nagy Imre nélküli Központi Vezetősége olyan rendkívüli ülést tartott, amelyen együtt, egyszerre vitatták meg a lengyel eseményeket és a Petőfi Kör néhány nappal korábban lezajlott vitáját.
„Két váratlan dolog történt az utóbbi időben, a poznańi esemény és az újságíróvita” – összegezte az ülésen Rákosi Mátyás. „A poznańi provokáció a legújabb közlés szerint összefüggött azzal, hogy a városban a nemzetközi vásárral kapcsolatban sok külföldi volt, s néhány nappal előbb a határsávban az amerikaiak több ejtőernyős felfegyverzett diverzáns csoportot dobtak le.”
Az ülés elítélte a poznani felkelést és egyben, mintegy hazai konklúzióként, elítélte – azaz gyakorlatilag betiltotta – a Petőfi Kört is. A később Rákosi leváltására Moszkvából érkező Anasztasz Mikoján a Központi Vezetőség július 17-18-i ülésén a Petőfi Kört úgy nevezte: „ideológiai Poznań”. A Belügyminisztériumban hozzá is fogtak a Kör egyes vezető egyéniségei letartóztatásának előkészítéséhez is, de a szovjet vezetés belátta, hogy egy ilyen népszerűtlen akcióhoz az MDP-nek már nincs elég ereje. Júliusban Rákosit a szintúgy népszerűtlen, de megbízhatónak tekintett Gerő Ernővel cserélték fel.

### A sajtóvita
A Kör megbélyegzését kiváltó június 27-ei vita csakugyan olyan eseményeket produkált, amire a kommunista teljhatalom alatti Magyarországon nem volt példa. A Rákosi vezette kommunista vezetői klikk teljhatalma ekkor már repedezett. „A marxista szellem napvilága ragyog fel hétről hétre a DISZ Petőfi körének vitáin” – így harangozta be a pártlap Szabad Nép publicistája június 24-én az ülést.
A meghirdetett helyszín, a Tiszti Ház (a volt tiszti kaszinó) Váci utcai nagyterme nem volt elegendő az érdeklődők befogadására: a teremben, az épület udvarán és az utcán közel hétezer ember gyűlt össze. A felszólalók, írók, újságírók a szabad sajtó és Rákosi menesztése mellett emeltek szót addig szokatlan nyíltsággal.
Déry Tibor író például ezt mondta: „Azt hiszem, bajaink kútforrása a szabadság hiánya… amíg ezeket a hibákat szóban és főképp gyakorlatban megtestesítő személyek a helyükön maradnak, addig a politikai bírálatnak az a dolga, hogy a lehető leggyorsabban távozásra bírja.”
Nagy Imre, illetve a sajtószabadság szükségessége mellett felszólalt az ülésen többek közt Tardos Tibor, illetve a Szabad Néptől korábban eltávolított Méray Tibor is.

## 1956 ősze és a megtorlás
A Rákosiék által ekkor már a fő szervezett ellenségnek tekintett Petőfi Kör csak 1956 őszén folytathatta tevékenységét, amikor Rákosit tényleg leváltották. Az ülésein részt vevő értelmiségiek ekkor már azzal a szándékkal találkoztak, hogy kidolgozzák egy Nagy Imre vezette revizionista kommunista kormány programját, a forradalom és szabadságharc eseményeinek irányítására azonban nem volt esélyük.
1956. október 22-én este a Kör ülése határozatot fogadott el, amelyben követelték az MDP Központi Vezetősége összehívását, Rákosi kizárását a testületből, az Országgyűlésből és az Elnöki Tanácsból, illetve Nagy Imre bevonását a Vezetőség, illetve a kormány munkájába „méltó helyen”.
Mindezzel erősítették a kitörőben lévő forradalom lendületét, de mások – így a diákok szervezete, a MEFESZ – követeléseik radikalizmusában ekkor már jóval a Petőfi Kör előtt jártak. 1956. október 23-án az egyetemi Gólyavárban még tanácskoztak a Petőfi Kör tagjai, amikor néhány háztömbbel délebbre a tömeg már a Magyar Rádiót ostromolta. Korábban ugyanaznap Tánczos Gábor egy filmfelvétel tanusága szerint ott volt a Bem-szobornál zajlott tüntetésen, de valamilyen okból nem szólalt fel.
Nagy Imre hatalomra kerülésével Petőfi Körösök befejezettnek gondolták az eseményeket, először Tánczos is úgy gondolta: szerepük betelt. A Petőfi Kör számára a másik irányba, a kommunista restauráció erői felé is bezárult az út. Miután Nagy Imre október 28-án elismerte, hogy nemzeti felkelés zajlik, Tánczos az Eötvös Loránd Tudományegyetemen még részt vett a Magyar Értelmiség Forradalmi Bizottságának megszervezésében és a Petőfi Kör nevében aláírta kiáltványát. November 3-án megszületett a szándék a Petőfi Kör újbóli összehívására, hogy tekintélyével segítse a kormány stabilizálását, a november 4-ei invázió azonban meghiúsította ezt a tervet.
Mindez, illetve a Kör megelőző Nagy Imre-barát működése elegendő volt ahhoz, hogy a Kört a forradalmat pártolók közé sorolják a megtorlás idején. Tánczos Gábort a Legfelső Bírósági Népbírósági Tanácsa, amelyet Vida Ferenc vezetett, 1958. augusztus 18-án 15 évi, a szigorított márianosztrai börtönben letöltendő büntetésre ítélte. (1962 tavaszán kegyelmet kapott.)

## Külső hivatkozások
- Tánczos Gáborról
- Ötven éve buktatta meg Petőfi Kör ülése Rákosit – Múlt-kor.hu, 2006. június 28.
- Az október 22-ei javaslatok – Magyar Elektronikus Könyvtár
- „A marxista szellem napvilága ragyog fel hétről-hétre” – Hvg.hu, 2011. június 24.
- Mementó 56: betiltják a demokratikus törekvések melegágyát – Hvg.hu, 2011. június 29.